# Neurergus kaiseri
Neurergus kaiseri é uma espécie de anfíbio caudado pertencente à família Salamandridae, endêmica do Irã. A espécie encontra-se ameaçada de extinção.